# Shweta Mohan
Shweta Mohan (19 de noviembre de 1986 en Chennai), es una cantante de playback o reproducción india. Ha interpretado temas musicales cantados en los siguientes idiomas como en Malayalam, Tamil, Telugu, Kannada e hindi languages. En más de 50 películas, sus temas musicales son conocidos principalmente en tamil, malayalam, telugu y kannada. Es hija de la famosa cantante Sujatha Mohan y está casada con Ashwin, un ingeniero de software que reside en los Estados Unidos.

## Premios
- 2010: Mirchi Music Award a la Mejor Cantante del Sur-Amma Thalle-Komaram Puli.
- 2008: Premio Filmfare Premio al Mejor reproducción Mujer - Ore Kadal.
- 2008: Premio a la Mejor Película Asianet Mujer reproducción-Novel.
- 2007: Estado de Kerala Film Award a la Mejor Cantante - Nivedyam.
- 2007: Premio Sunfeast Isai Aruvi
- Vanitha Film Award a la Mejor Cantante Femenino reproducción.
- Críticos de Cine Premio a la Mejor Cantante Femenino reproducción.

## Discografía
- Meghamalhar (Love song)
- Virndavanam (Devotional)
- Divyam (Devotional)
- Punyadinamalle (Ennennum)
- Mazha Pole (Mounam Pranayam)
- Chiriyil Nin- Muth(pop)
- Raavil Paranhuvaru- Muth(pop)

## Canciones en Malaylam
- Nisha Surabh- Ivan Megharoopan
- Kesu- Padmasree Bharath Dr Saroj Kumar
- Sakhiye with Gopi Sundar- Casanovva
- Sakhiye with Vijay Yesudas- Casanovva
- Madhuramee- Innanu Aa Kalyanam
- Minchottile- Oru Marubhoomikadha
- Chembaka Vallikalil with MG Sreekumar- Oru Marubhoomikadha
- Aaro Nee Aaro- Urumi
- Ilam Manjin Kulirumay- Ninnishtam Ennishtam 2
- Mazhavil Poo- Mizhiyil
- Chakkaramavin- Three Kings
- Ananda- Meghamalhar
- Kannum & Sayyaave- Christian Brothers
- Oru Karyam- Bangkok Summer
- Ithile Thozhi- Elsamma Enna Aankutty
- Koovaram Kili- Banaras
- Vennilavin- College Days
- Kolakuzhal Viliketto- Nivedhyam
- Alaipayuthe- Nivedyam
- Lalithalavonga- Nivedyam
- Kuyile Poonkuyile- Novel
- Manasoru Poomala- Innathe Chintha Vishayam
- Mampulli Kavil- Katha Parayumbol
- Kilichundan Mavil- Romeo
- Oru Naal- 4 Frinds
- Enthanennu- Goal
- Mandarapoo Mooli- Vinodayathra
- Yamuna Veruthe- Ore Kadal
- Eeran Nilave- Dr. Patient
- Thottal Pookum- Mos and Cat
- Oru Yathramozhi- Kurukshetra
- Priyanumathram- Robinhood
- Raakuyilin- Sulthan
- Cheruthingal Thoni- Swale
- Oru Naal- Thalappavu
- Sundari Onnu- Lion
- Mavin chottile- Oru Naal Varum

## Canciones en Tamil
- Kadavulin Koil- Mayanginen Thaynginen
- Satham Sathamindri- Aayiram Muthangaludan Thenmozhi
- Nee Paartha Vizhigal The Touch Of Love- 3
- Damma Damma- Vettai
- Gada Gada- Kamban Kazhagam
- Yaaro née Yaaro- Urumi
- Thananana Thanthanaa- Vithagan
- Yamma Yamma with S.P.B - 7aam Arivu
- Uyire Un Mounam- Uyarthiru 420
- Senthamizhe- Ninaivil Nindraval
- Amali Thumali- Ko
- Nee Korinal- 180
- Kanavilae Kanavilae- Nepali
- Pain Of Love- Thambikkottai
- Kadhal desa yuvarani- Om Sakthi
- Vinnai Kaapan- Kaavalan
- Kai Veesee- Nandhalala
- Kali Kalicheti- Thenmerku Paruvakkatru
- Eppadithaan Eppadithaan Solven Athai- Uthamaputhiran
- Mama Mama- Boss Engira Bhaskaran
- Boom Boom Robo Da- Enthiran
- Oh Maha Zeeya- Thamizh Padam
- Pain Of Love- Thambikottai
- Vizhiyil Un Vizhiyil- Kireedam
- Nee Mutham Ondru- Pokkiri
- Kanden Kanden- Pirivom Santhippom
- Naan Tharai Nila- Rameswaram
- Neethana Neethana- Sadhu Miranda
- O Nenje- Sivi
- Megam Megam- Kanamoochi Yenada
- Kuchhi Kuchhi- Bombay, as a Child Artist)
- Ini Achcham Achcham Illai- Indira, as a Child Artist)

## Canciones en Telugu
- Dil Se Dil Se- Gabbar Singh
- Punnami Punnami- Love Journey
- Nanda Kumara- Eka Veera
- Merise Nee Kannulu- Rowdram
- Chinni Gunde Chatuga- Priyudu
- Premouno- Mahankali
- Madhumasa & Nee Kosam- Rathi Nirvedam
- Idhi Pattabi- Sri Rama Rajyam
- Rama Rama Ane- Sri Rama Rajyam
- Shanku Chakrala (Bit song)- Sri Rama Rajyam
- Sita Rama Charitam along with Shreya Ghoshal- Sri Rama Rajyam
- Nee Matalo- 180
- Saadhyamena- Keratam
- Nemali Kulukula- Rangam
- Bandamekkado- 100% Love
- Pellithone- 100% Love
- Piliche Pedavula Paina- Khaleja
- Boom Boom Robo Ra- Robo
- Amma Thalle- Komaram Puli
- Cheli Chamaku- Aadavari Matalaku Ardhalu Verule
- Tholi Tholiga- Rechhipo
- Guppedantha Gunde- Mouna Raagam
- Anaganaga Oka Chinnadi- Manchivadu
- Chinukai Varadai- Village lo Vinayakudu
- Nannu Choopagala Adham- Avakai Biryani
- Nuvvena Eduruga Nuvvena- Ram
- Jai Andamantha- Indira, as a Child Artist)
- Kuchhi Kuchhi Kunamma- Bombay, as a Child Artist)

## Canciones en Kannada
- Maava Maava Bal Maya- God Father
- Sarigama Sangamave- God Father
- Hejjegondu Hejje- Prithvi
- Manasalu Manasalu- Anjadirru
- Ee Nasheyu- Aantharya
- Patra Bareyala- Aramane
- Hakku Baa Ondu- Ajantha
- Jadumagi- Parole
- Koko Koko- Devdas
- Sayyare Sayyare- Devdas
- Dilkhush- Eno Onthara
- Kanase Nanna Saviganase- Double Decker
- Hosadondu Hesaru Idu- Gana Bajana
- Nannusire Nannolagirvuarage- Nannusire
- Naaviruvudu Heege- PUC
- Ninnaa Nenedare- Sihigaali
- Elu Elu Janmakku- Zamana
- Gusu Gusu- Right Adhre
- Lovely London- Sajni

## Canciones en Hindi
- Baazi Laga - Guru
- Khili Re - Raavan